# William Perlberg

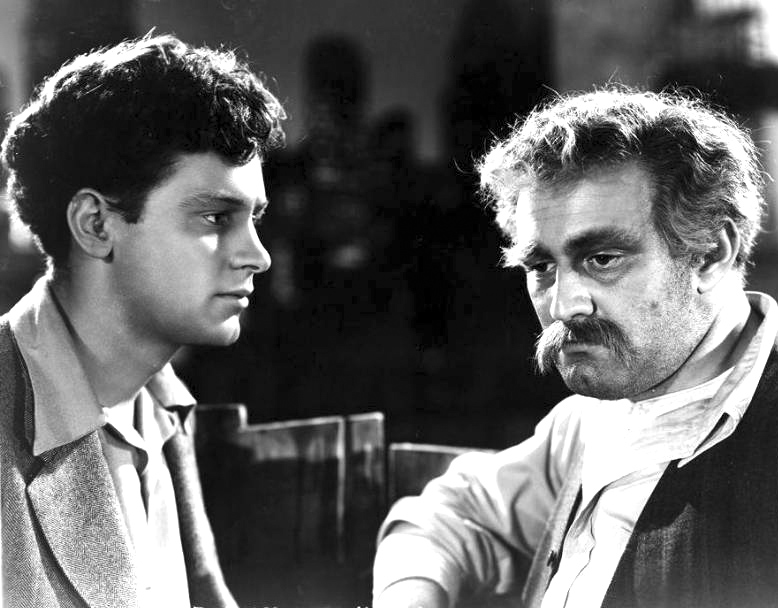
William Holden et Lee J. Cobb, dans L'Esclave aux mains d'or (1939)

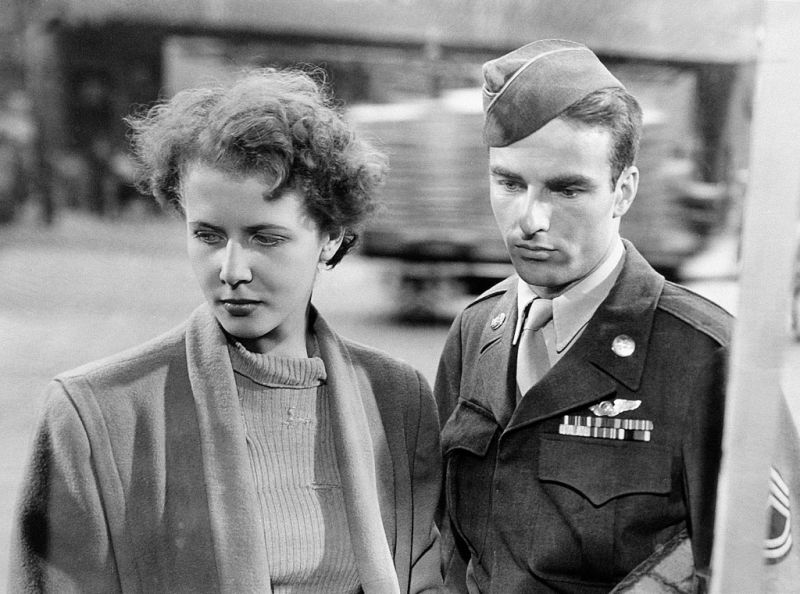
Cornell Borchers et Montgomery Clift, dans La Ville écartelée (1950)

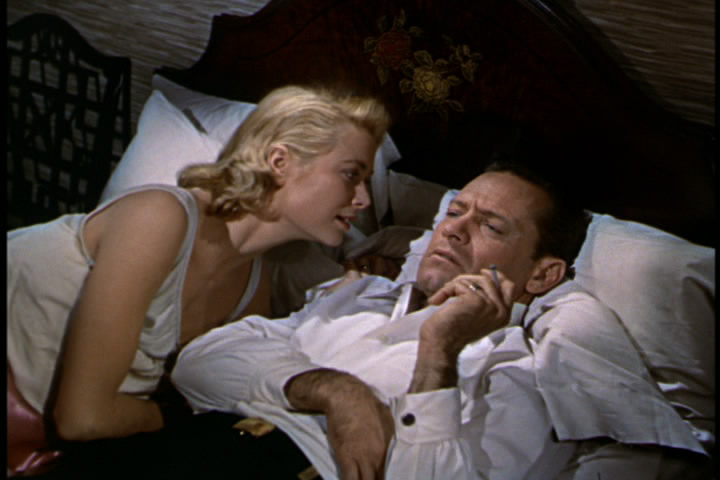
Grace Kelly et William Holden, dans
Les Ponts de Toko-Ri (1954)

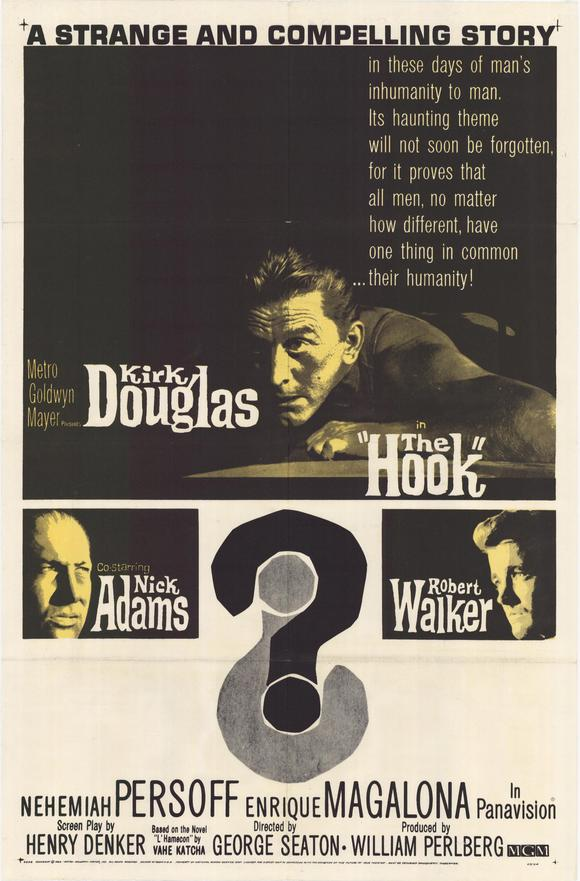
Poster promotionnel d’Un homme doit mourir (1963)

William Perlberg est un producteur de cinéma américain, né Wolf Perelberg le 22 octobre 1900 à Łódź (Pologne ; alors Empire russe), mort le 31 octobre 1968 à Los Angeles (Californie).

## Biographie
Né à Łódź où sa famille est alors établie, il émigre avec sa mère en 1905 aux États-Unis et y retrouve son père (négociant en fourrure) qui les a précédés. Sous le nom américanisé de William Perlberg, il rejoint Hollywood en 1935, devenant producteur de cinéma au sein de la Columbia Pictures, pour des films sortis de 1936 à 1940, dont L'Esclave aux mains d'or de Rouben Mamoulian (1939, avec Barbara Stanwyck et Adolphe Menjou).
De 1941 à 1950, il est à la 20th Century Fox, où il produit notamment Le Chant de Bernadette de Henry King (avec Jennifer Jones et William Eythe) et Le Miracle de la 34e rue de George Seaton (avec Maureen O'Hara et John Payne).
Souvent associé à ce dernier réalisateur, il le retrouve ensuite à la Paramount Pictures de 1951 à 1962, produisant entre autres Le Petit Garçon perdu de George Seaton (1953, avec Bing Crosby et Claude Dauphin) et Les Ponts de Toko-Ri de Mark Robson (1954, avec William Holden et Grace Kelly).
Les deux hommes sont les fondateurs d'une éphémère compagnie nommée Perlsea Company (contraction de leurs noms respectifs) qui produit six films sortis de 1957 à 1962, distribués par la Paramount, dont Du sang dans le désert d'Anthony Mann (1957, avec Henry Fonda et Anthony Perkins) et Les Pièges de Broadway de Robert Mulligan (1960, avec Tony Curtis et Debbie Reynolds).
Ses deux derniers films, au sein de la Metro-Goldwyn-Mayer, sont Un homme doit mourir (1963, avec Kirk Douglas et Robert Walker Jr.) et 36 heures avant le débarquement (1965, avec James Garner et Eva Marie Saint), tous deux réalisés par George Seaton.
Retiré après cet ultime film, William Perlberg meurt brutalement trois ans plus tard (en 1968) d'une crise cardiaque, ayant contribué en tout à cinquante-huit films américains comme producteur — parfois associé ou exécutif — (dont dix-huit au total réalisés par George Seaton), ainsi qu'au film britannique Britannia Mews de Jean Negulesco (1949, avec Dana Andrews et Maureen O'Hara).
Entre autres distinctions (voir détails ci-dessous), Le Chant de Bernadette, Le Miracle de la 34e rue (pré-cités) et Une fille de la province de George Seaton (1954, avec Bing Crosby et Grace Kelly) obtiennent chacun une nomination à l'Oscar du meilleur film.

## Filmographie complète
(films américains, sauf mention contraire)
- 1936 : Sa Majesté est de sortie (The King Steps Out) de Josef von Sternberg
- 1937 : The Devil Is Driving de Harry Lachman
- 1937 : It's All Yours d'Elliot Nugent
- 1937 : Idole d'un jour (It Happened in Hollywood) de Harry Lachman
- 1938 : Miss Catastrophe (There's Always a Woman) d'Alexander Hall
- 1938 : No Time to Marry de Harry Lachman
- 1938 : Start Cheering d'Albert S. Rogell
- 1938 : The Lady Objects d'Erle C. Kenton
- 1939 : Laissez-nous vivre (Let Us Live) de John Brahm
- 1939 : Nous irons à Paris (Good Girls Go to Paris) d'Alexander Hall
- 1939 : L'Esclave aux mains d'or (Golden Boy) de Rouben Mamoulian
- 1940 : La Mariée célibataire (This Thing Called Love) d'Alexander Hall
- 1940 : Le docteur se marie (The Doctor Takes a Wife) d'Alexander Hall
- 1941 : Adieu jeunesse (Remember the Day) de Henry King
- 1941 : La Marraine de Charley (Charley's Aunt) d'Archie Mayo
- 1942 : Le Chevalier de la vengeance (Son of Fury : The Story of Benjamin Blake) de John Cromwell
- 1942 : The Magnificent Dope de Walter Lang
- 1942 : Ten Gentlemen from West Point de Henry Hathaway
- 1943 : Claudia d'Edmund Goulding
- 1943 : Rosie l'endiablée (Sweet Rosie O'Grady) d'Irving Cummings
- 1943 : The Meanest Man in the World de Sidney Lanfield
- 1943 : Le Chant de Bernadette (The Song of Bernadette) de Henry King
- 1943 : L'Île aux plaisirs (Coney Island) de Walter Lang
- 1944 : The Eve of St. Mark de John M. Stahl
- 1945 : Broadway en folie (Diamond Horseshoe) de George Seaton
- 1945 : Drôle d'histoire (Where do we go from here ?) de Gregory Ratoff et George Seaton
- 1945 : La Foire aux illusions (State Fair) de Walter Lang
- 1945 : Junior Miss de George Seaton
- 1946 : Claudia et David de Walter Lang
- 1947 : Miracle sur la 34e rue (Miracle on 34th Street) de George Seaton
- 1947 : Ambre (Forever Amber) d'Otto Preminger
- 1947 : L'Extravagante Miss Pilgrim (The Shocking Miss Pilgrim) de George Seaton
- 1948 : L'Évadé de Dartmoor (Escape) de Joseph L. Mankiewicz (film américano-britannique)
- 1948 : L'Amour sous les toits (Apartment for Peggy) de George Seaton
- 1949 : Britannia Mews de Jean Negulesco (film britannique)
- 1949 : It Happens Every Spring de Lloyd Bacon
- 1949 : Le Débrouillard (Chicken Every Sunday) de George Seaton
- 1949 : La Furie des tropiques (Slaterry's Hurricane) d'André De Toth
- 1950 : On va se faire sonner les cloches (For Heaven's Sake) de George Seaton
- 1950 : La Rue de la gaieté (Wabash Avenue) de Henry Koster
- 1950 : Parade du rythme (I'll Get By) de Richard Sale
- 1950 : La Ville écartelée (The Big Lift) de George Seaton
- 1951 : Rhubarb, le chat millionnaire (Rhubarb) d'Arthur Lubin
- 1951 : You Can Change the World de Leo McCarey (court métrage documentaire)
- 1952 : Tout peut arriver (Anything Can Happen) de George Seaton
- 1952 : C'est toi que j'aime (Somebody Loves Me) d'Irving Brecher
- 1952 : Aaron Slick from Punkin Creek de Claude Binyon
- 1953 : Le Petit Garçon perdu (Little Boy Lost) de George Seaton
- 1954 : Les Ponts de Toko-Ri (The Bridges of Toko-Ri) de Mark Robson
- 1954 : Une fille de la province (The Country Girl) de George Seaton
- 1956 : Un magnifique salaud (The Proud and Profane) de George Seaton
- 1957 : Du sang dans le désert (The Tin Star) de Anthony Mann
- 1958 : Le Chouchou du professeur (Teacher's Pet) de George Seaton
- 1959 : La Vie à belles dents (But Nor for Me) de Walter Lang
- 1960 : Les Pièges de Broadway (The Rat Race) de Robert Mulligan
- 1961 : Mon séducteur de père (The Pleasure of His Company) de George Seaton
- 1962 : Trahison sur commande (The Counterfeit Traitor) de George Seaton
- 1963 : Un homme doit mourir (The Hook) de George Seaton
- 1964 : 36 heures avant le débarquement (36 Hours) de George Seaton

## Distinctions
- Nominations à l'Oscar du meilleur film :
  - En 1944, pour Le Chant de Bernadette ;
  - En 1948, pour Le Miracle de la 34e rue ;
  - Et en 1955, pour Une fille de la province.
- Nomination au British Academy Film Award du meilleur film en 1958, pour Du sang dans le désert.
- Nomination au Golden Globe du meilleur film musical ou de comédie en 1960, pour La Vie à belles dents.